# Thủy cẩm hoa to
Thủy cẩm hoa to (danh pháp khoa học: Platostoma grandiflorum) là một loài thực vật có hoa trong họ Hoa môi. Loài này được Doan T. miêu tả khoa học lần đầu tiên năm 1936 dưới danh pháp Mesona grandiflora trong quyển 4 sách Flore Générale de l'Indo-Chine do Paul Henri Lecomte et al. chủ biên viết bằng tiếng Pháp. Năm 1997 A. J. Paton chuyển nó sang chi Platostoma như là Platostoma grandiflorum nhưng không hợp lệ hóa nó (như viết mô tả bằng tiếng Latinh). Năm 2005 Suddee & A. J. Paton hợp lệ hóa danh pháp Platostoma grandiflorum.
Loài này là bản địa Đông Dương (gồm cả Thái Lan).